# Alvaiázere (freguesia)
Alvaiázere est une freguesia portugaise située dans le District de Leiria.
Avec une superficie de 32,32 km2 et une population de 1 818 habitants (2001), la paroisse possède une densité de 56,3 hab/km2.